# 少女胸罩

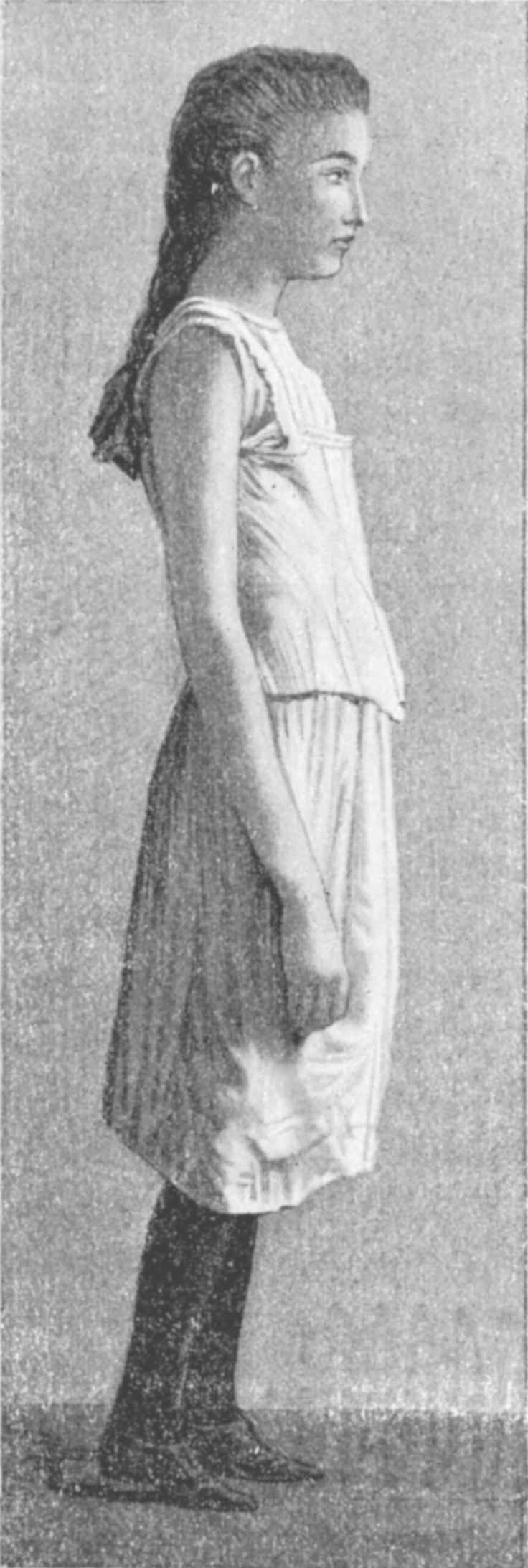
在少女胸罩销售以前，西方国家少女们常穿的吊帶背心

少女胸罩是专为乳房刚开始发育的青春期女孩设计的胸罩。这一时期的乳房还没有發育到適合穿戴标准尺码的胸罩，通常是對應坦納分期的第一阶段及第二阶段。一般的少女胸罩很轻，罩杯很软，胸带柔软且具有弹性。女孩常把收到人生第一个胸罩视为期待已久的仪式，这标志着她已長大成人。
在少女胸罩销售以前，西方国家的少女们通常穿不带罩杯的吊帶背心，1950年代才開始推出为前青春期少女设计的胸罩。一些公司因向前青春期少女銷售胸罩，或者性化少女而被批评。

## 款式
少女胸罩通常很轻、无钢圈、单衣，类似于露腹短上衣，往往混合棉氨纶和莱卡面料，富有弹性，带肩带，可以維持发育中的乳房在固定位置。青春期少女的胸罩备有小、中、大码，有助于女孩在外衣上不會看到乳头和乳房雏形。有些衣服配备胸罩，带各种颜色和花纹，含花边。當女孩发展到坦納分期第三阶段時，胸罩尺寸一般为30AAA到38B。少女胸罩此時即使可以支撐乳房，其支撐程度也相當有限。有些附垫款式可隐藏女孩发育中的乳房雏形，也可以讓女孩了解自己乳房的大小。少女胸罩有助于帮助女孩熟悉穿着胸罩的感觉。
少女胸罩的款式有背心式（类似运动胸罩）、吊带式、抹胸式以及接近成人款。其中背心式较多见，因而俗称为小背心。

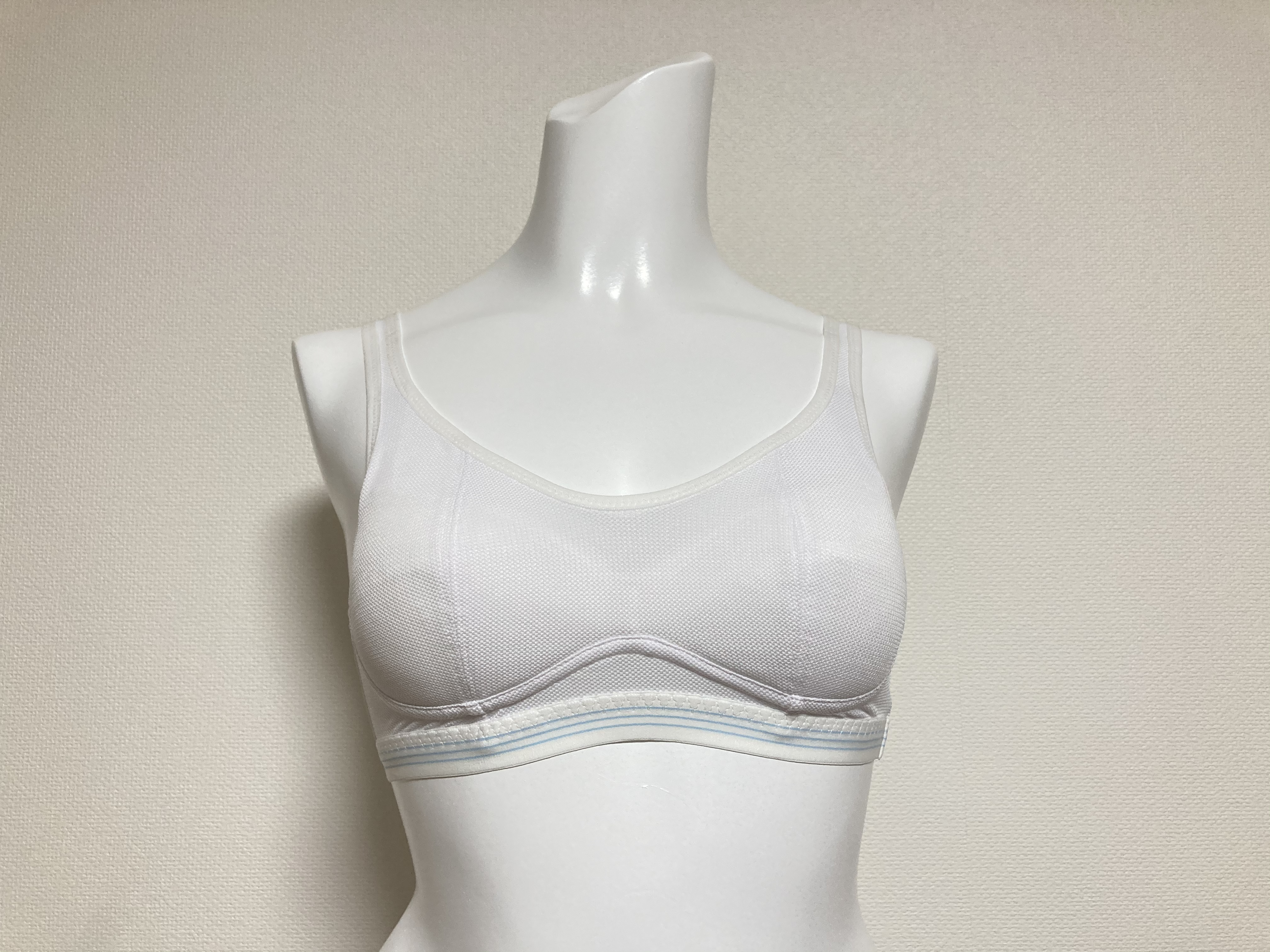
背心式少女胸罩
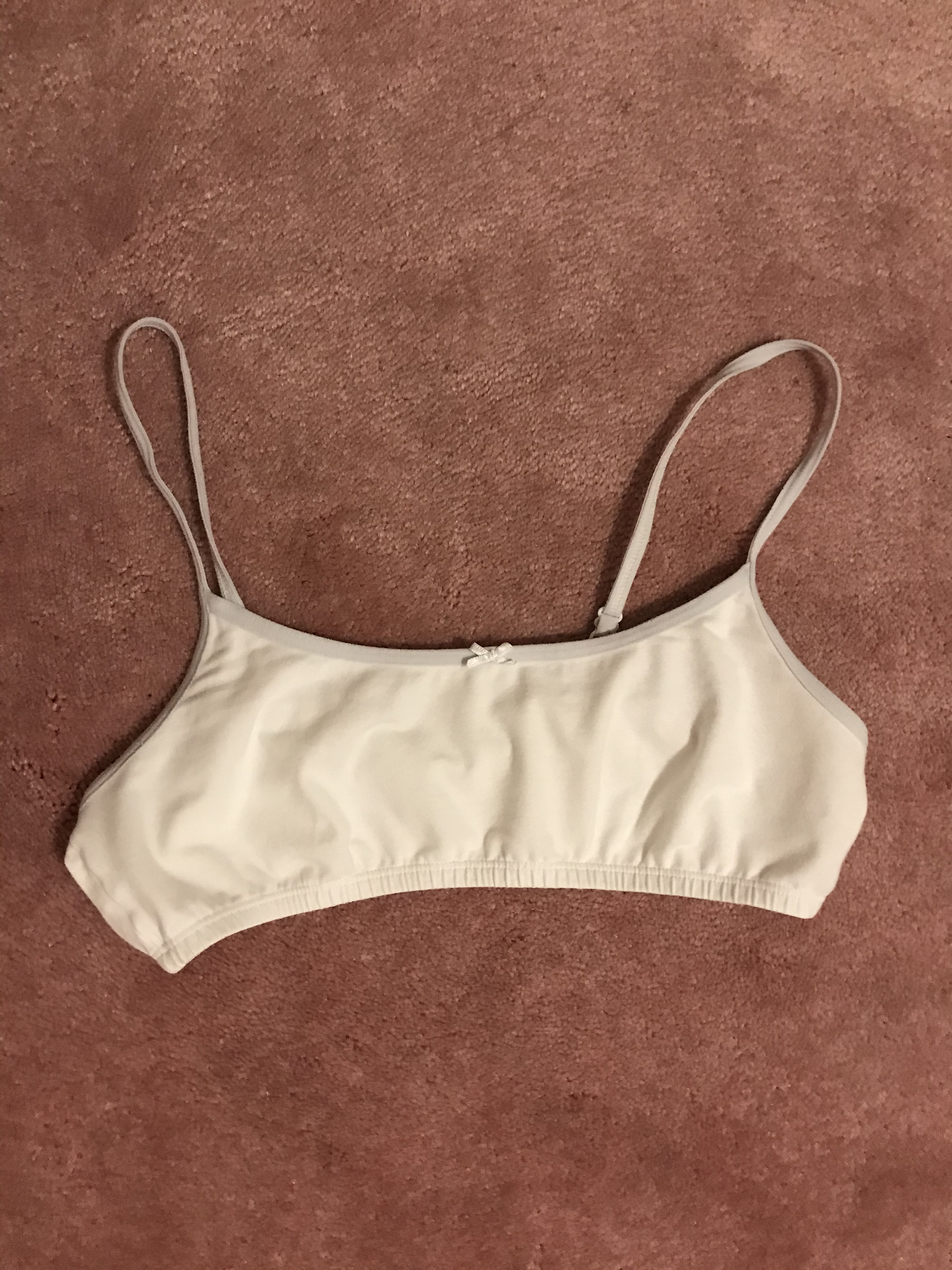
第一阶段的吊带式少女胸罩
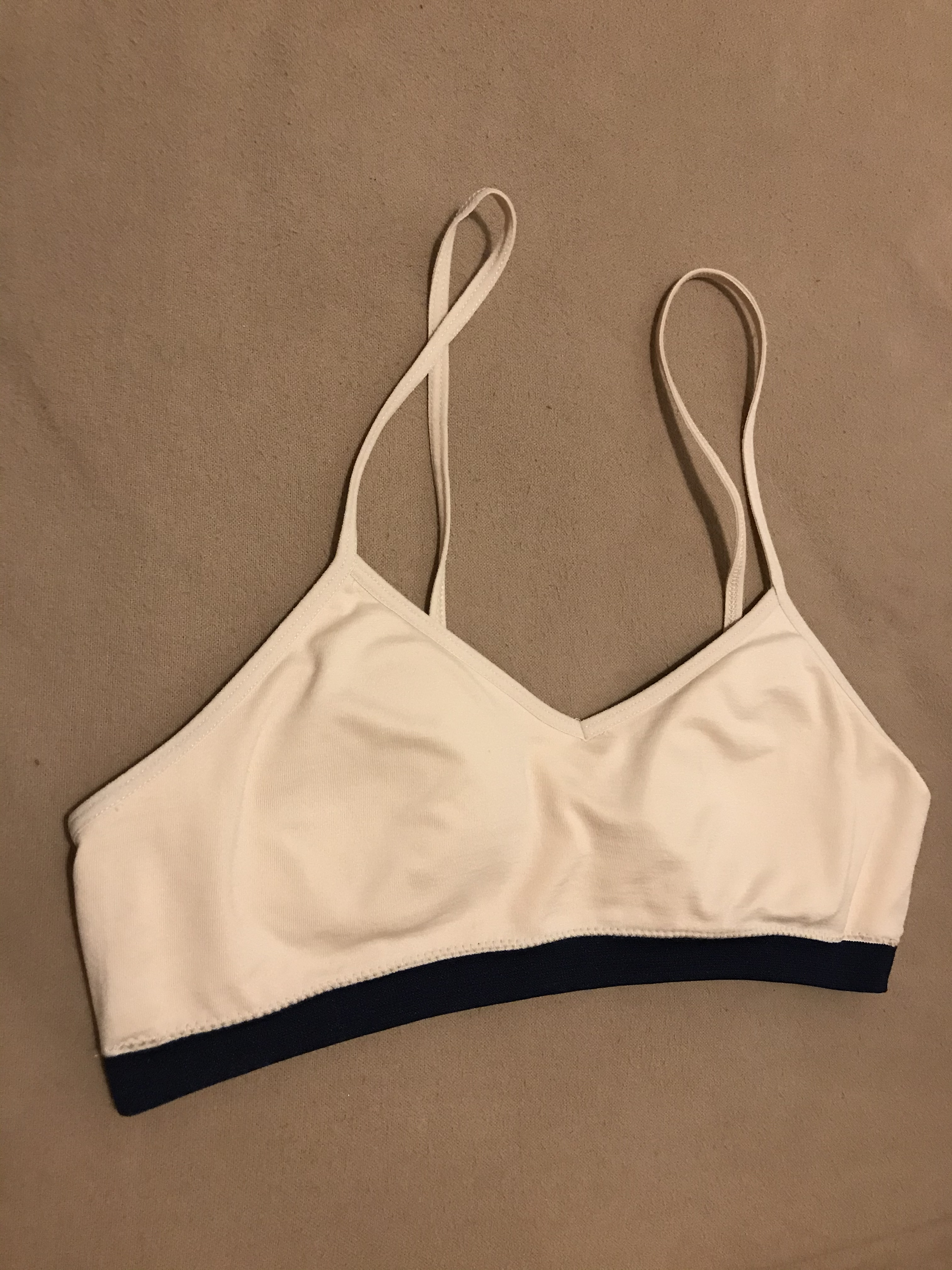
鲜果布衣（英语：Fruit of the Loom）的吊带式少女胸罩

## 演变
1950年代前，西方国家女孩普遍穿背心，一直到她们的乳房大到適合穿戴标准尺码的胸罩為止。1940年代到1950年代，西方媒体创造出“乳房固定术”，塑造青少年对乳房大小的看法。男孩们會注意較“丰满”的女生，而美国少女也對關心自己乳房的大小和体重。1950年代，拉娜·特纳和简·拉塞尔等乳房丰满的女星成为万众焦点。對女性形象的强调來自几大方面：女孩比以往任何时候都想早点穿胸罩，母亲也意识到要帮助女儿塑造“良好”的形象；医生重视母性超過於其他女性的角色；商家们看到了说服女孩和其家长给青春期的乳房带来支撑，其中的利润。某些社交圈認為，女孩胸罩中乳房的大小是她的地位和自我认知的重點。
1950年代，美国医生写道，少女需要穿着胸罩以防止乳房下垂，血液循环不畅和血管拉伸。《17》和《简约风尚》等杂志，也鼓励少女购买“為青少年設計”的内衣。
1950年代，美国前青春期的女生普遍穿着少女胸罩，尽管她们的乳房還沒有大到需要少女胸罩的支撑。美国兒科醫師協會出版的《青春期：男孩和女孩的信息》建议女生：
|  | 當你的乳房发育時，就要穿胸罩。有些女生第一次穿胸罩就感觉很兴奋——这是迈向女性的第一步！当然，也有女生感到尴尬，尤其是那些在朋友圈中率先戴胸罩的。如果身边的人為妳的第一個胸罩花了比妳預期還多的錢，請记得，他们并非有意为难妳，不过是为妳的长大感到驕傲。 |

作者指出，少女是很社会化的。她们穿胸罩时考虑其他人如何看待她們，而不是考慮自己的感受。由此，出于社会目的，在少女的乳房需要支撑前，少女就会急着要買第一个胸罩。然后，女孩们会面临着保持当前的胸罩，还是穿着最新潮的胸罩的考驗。一些女孩不想穿胸罩，害怕会结束掉赤裸上身等童年时的自由。那些乳房較早發育的女孩，会对他人評論和嘲笑相當敏感。因為制造商是依照其标准制造胸罩，若女孩的身体不符合胸罩的形状和尺码，她可能会责备自己。
1960年代早期，胸罩制造商將少女胸罩的市场定位定在13-19岁的少女，後來则改为10-12岁的少女。众多针对其市场新品牌（像Teenform, Teencharm和Heaventeen）应运而生。有些公司的广告中，女孩的上半身只穿胸罩。《胸衣和内衣评论》编辑门西·多贝尔认为“胸罩已像口红和高跟鞋一様，成為成长的标志:151 ”。大众媒体倡导青少年在乳房未发育或快要發育時就穿着内衣，以此来宣传她们的性。

## 社会因素
青春期女生往往会对购买和穿着首个胸罩的经验，有矛盾情绪。在印度，女孩一旦开始穿胸罩即向世界宣告身体正在变化，慢慢要变成女人。有些女生避讳穿胸罩，因為這意味着她需处理青春期初期被取笑等问题。另外有一些女生對穿着胸罩持欢迎态度，因能通过衣服炫耀她胸罩的外观。
年轻女孩可能會在她的身體發育需要用胸罩支撐之前，就受到压力要穿著胸罩。一旦她开始穿胸罩，可能就要被穿一些让她显得成熟的服装。她们开始穿胸罩时可能会有些百感交集。她们可能会有“长大了”的感受，但伴随这一情形而来的，是一系列要跟上最新款式或颜色服饰的期待。相對的，赤裸上身、以孩子气进行某种活动，这些女生们在童年毫不犹豫地接受的自由，或将结束。
有些女孩对穿胸罩感到尴尬，或反抗父母采取这一步的压力，将事件转化为潜在的惨痛经历。若女孩是同龄人中率先或最后穿胸罩的，她可能会被讥笑。有些女孩喜歡這樣的關注，有些則不喜歡。她們也許不曉得，胸罩是大批量生产以适应行业标准的，穿上不合身的胸罩不是她們的錯，不应责怪自己，也不需思考身体出了什么差错。

### 反对声音
少女胸罩与女孩开始穿胸罩的年龄有时存在争议。有人认为少女胸罩是性化女孩的方式，且胸罩不具任何功能性用途，企业为获得财政效益，甚至利用她们对自我形象和社会规范的在意，鼓励性早熟。不过，其他人認為乳房在發育期間很敏感，若多用一件衣物遮盖，有时會讓女孩們覺得比較舒坦。
胸罩反对者认为少女胸罩會灌输女孩，视自己的乳房为性對象。在他们看来，胸罩不是功能性内衣，不过为使身体更具性感和吸引力而存在。他们认为少女胸罩利用年轻女孩，鼓励她們早熟性感。
西方文化很重視青少年，胸罩的行销强调它可以维持年轻的體態。胸罩加上时尚的设计，不再只有功能性考量，已经给外衣和内衣潮流变化带来影响。胸罩有时被视为流行文化图标，使女性的乳房成為一個性感的性对象。

### 少女的外在形象
女生對於外在形象的问题，比其他年齡女性族群的发生比例都要高。不满意乳房大小的女生也使得隆胸手术逐漸的增加。1992年至2002年间，18岁以下的女性接受隆胸手术的人数增加近两倍多。青少年隆胸存在一定风险且并发症几率较高，會比較年长的妇女更早需要额外手术。
加拿大女性健康网发现，有仅五六岁的女孩试图控制自身体重。而美国近一半青春期女孩都希望變瘦。2003年《青少年》杂志报道，6到12岁女生中有35%都至少节食過一次，50%到70%体重正常的女孩认为自己超重。
澳大利亚著名医学博士迈克尔·卡尔-格雷格告诉记者，“身体质量指数正常的女孩中，有40%认为自己超重。”

## 向年輕女孩銷售
青春期前期或尚未踏入青春期的少女，成为胸罩销售的新商机。
2006年，目标百货店开始为三到四岁的女孩配备一系列的胸罩，布拉茨胸罩是针对三到四岁儿童，The Saddle Club胸罩是針對四到六岁儿童，目标百货有針對八到十岁儿童，略带胸垫的胸罩。澳大利亚零售商Big W于2006年2月新增一款针对八到十岁儿童的胸垫胸罩，及针对两到三岁儿童的彩虹小馬无肩带胸罩，Bonds则于同月推出针对八岁及以上女孩的“我的首个T恤胸罩”。

## 争议
2010年，澳大利亚Best & Less店推出面向8岁儿童的聚拢型胸罩“Tweenage”。该公司声称胸罩会將前青春期女孩们的平坦胸部變成“成人的曲线”。消费者群体怒斥该公司時，该公司回應此胸罩是為胸围介于8AA到12B的女性设计。但在线抗议活动不到24小时後，胸罩从商店中下架。同年6月，澳大利亚知名主流内衣（维多利亚的秘密）零售商Bond，被批销售有少許比基尼胸垫的“无钢圈胸罩”。澳大利亚墨尔本大学知名前儿童心理学家教授迈克尔-卡尔·格雷戈表示，该公司犯有让儿童“成人化”的罪过，他向记者表示，该产品“违反了儿童不能被视作性对象的重要社会规范。”Bonds还销售了针对胸围6或8，五到七歲女孩的胸罩。
消费者群体让产品引起注意后，公司总经理凯特·汉恩最初回应称這些女孩較早熟，有些年仅8岁。“通常，女孩身体的最初变化，就是所谓的乳房部位的萌芽。我们的研究表明，处在这个阶段的女孩正在为发育中的乳房或乳头，寻找轻盈的支撑及遮蔽。“汉恩表示，该产品满足了“消费者遮羞、遮盖和自信的需求”，這些产品“是由消费者需求带动”。她认为，早熟女孩需要“无钢圈胸罩””。有澳大利亚家长表示，他们的女儿年仅5岁，就要求父母给她们买胸罩。由于大量公众抗议，Bonds2010年9月回应“消费者的反馈”，将商品从店里下架。
2010年，普利马克英国门店撤回针对7岁女孩的含软垫比基尼，当地顾客抗议该营销方案“过早性化” 。2011年，玛莎百货等伦敦大街店同意停止销售软垫胸罩和有性暗示的服饰。
2012年9月，维多利亚的秘密推出的“东方朝圣”新季内衣系列，被批评是在销售和推销“性感小藝妓”的服装。南非模特坎蒂丝·斯瓦内普尔穿着罩杯和胯部有“东方风情”印花网布的妇女连衫衬裤，带调整肩带。评论员妮娜·圣哈辛托表示，该公司降低了亚洲人的认同，並且將“东方”文化變成异国性欲的刻板形象。當该公司受到激增批评後，将产品在网站上撤下。
2013年3月，维多利亚的秘密針對青春期和前青春期的女孩，准备一场性感内衣促销活动，引来极大的负面关注。内衣所含的字眼包括“Call me”、“feeling lucky”和“wild”。该公司被指控“性化”青春期女孩。广告营销展开后，维多利亚的秘密首席财务官斯图尔特·布多弗表示，内衣线条能使“从15或16岁女孩变得更成熟，能使她们像在大學的女生一様的酷。”批评激增后，维多利亚的秘密从公司网站删除该商店，表示广告活动针对上大学年龄的女性。